# Un-Break My Heart
"Un-Break My Heart" é o segundo single do segundo álbum de estúdio da cantora norte-americana Toni Braxton, Secrets (1996). A balada foi composta por Diane Warren e produzida por David Foster. A música é uma balada sobre um "coração partido" em que Braxton implora que um ex-amante retorne e desfaça a dor que ele causou.
É considerada a canção assinatura de Braxton, ficou onze semanas consecutivas em primeiro lugar na Billboard Hot 100, e vendeu mais de 2 milhões de cópias, sendo certificada com dois discos de platina nos Estados Unidos. Também ganhou o Prêmio Grammy de "Melhor Performance Vocal Pop Feminina", em 1997.

## Desempenho
"Un-Break My Heart" alcançou sucesso comercial em todo o mundo. Nos Estados Unidos, a música alcançou o primeiro lugar na Billboard Hot 100, onde permaneceu um total de onze semanas, de 7 de dezembro de 1996 à 15 de fevereiro de 1997, enquanto alcançava a mesma posição nas paradas Hot Dance Club e Adult Contemporary. Para divulgar, Braxton cantou a música na abertura do Billboard Music Awards, em 4 de dezembro de 1996.
Apesar de seu sucesso no Hot 100, a música não alcançaria a posição número um da parada R&B/Hip-hop Songs, permanecendo no número dois por quatro semanas, atrás de "I Believe I Can Fly", de R. Kelly.
Na Europa, a música alcançou o top cinco em mais de dez países, chegando ao topo da lista na Áustria, Bélgica (Valônia), Suécia e Suíça. A música alcançou o segundo lugar na UK Singles Chart, vendendo mais de 600.000 cópias e sendo certificada com platina.

## Legado
Quando a revista Billboard comemorou seus 40 anos em 1998, a canção foi declarada como a música de maior sucesso de uma artista feminina solo na história da Billboard Hot 100. A música também foi classificada como a quarta música mais popular da década de 1990 na parada da Billboard Decade-End Hot 100 (de 1990-1999).
Em julho de 2008, "Un-Break My Heart" foi listado como a décima música mais popular de todos os tempos pela Billboard.
A canção também apareceu no álbum oficial da Copa do Mundo de 2006, Voices from the FIFA World Cup, quase dez anos depois de seu lançamento.
Vários artistas fizeram cover da música, incluindo a banda americana de rock alternativo Weezer, no álbum Death to False Metal.

## Faixas e Formatos
| - CD single EUA 1. "Un-Break My Heart" (Album Version) – 4:30 2. "Un-Break My Heart" (Spanish Version) – 4:32 - CD maxi single EUA 1. "Un-Break My Heart" (Album Version) – 4:30 2. "Un-Break My Heart" (Soul-Hex Anthem Vocal) – 9:36 3. "Un-Break My Heart" (Classic Radio Mix) – 4:26 4. "Un-Break My Heart" (Album Instrumental) – 4:44 - 12" single EUA A1. "Un-Break My Heart" (Soul-Hex Anthem Vocal) – 9:38 A2. "Un-Break My Heart" (Soul-Hex No Sleep Beats) – 3:56 A3. "Un-Break My Heart" (Acappella) – 3:50 B1. "Un-Break My Heart" (Frankie Knuckles - Franktidrama Club Mix) – 8:40 B2. "Un-Break My Heart" (Frankie Knuckles - Classic Radio Mix) – 4:26 - CD single Europeu 1. "Un-Break My Heart" (Album Version) – 4:30 2. "You're Makin' Me High" (Radio Edit) – 4:07 | - CD single Reino Unido 1. "Un-Break My Heart" (Album Version) – 4:30 2. "You're Makin' Me High" (Norfside Remix) – 4:19 3. "I Belong to You/How Many Ways" (R. Kelly Remix) – 5:46 4. "Un-Break My Heart" (Spanish Version) – 4:32 - CD maxi single Europeu 1. "Un-Break My Heart" (Album Version) – 4:30 2. "Un-Break My Heart" (Frankie Knuckles Radio Mix) – 4:29 3. "Un-Break My Heart" (Frankie Knuckles Franktidrama Mix) – 8:38 4. "Un-Break My Heart" (Soul-Hex Anthem Vocal) – 9:36 5. "Un-Break My Heart" (Soul-Hex No Sleep Beats) – 3:56 - CD maxi single Australia 1. "Un-Break My Heart" (Album Version) – 4:30 2. "You're Makin' Me High" (Norfside Remix) – 4:19 3. "How Many Ways" (R. Kelly Remix) – 5:46 4. "Un-Break My Heart" (Classic Radio Mix) – 4:26 5. "Un-Break My Heart" (Soul-Hex Sleep Beats) – 3:56 |

## Desempenho nas Paradas
| Top (1996/1997)                    | Melhor posição |
| ---------------------------------- | -------------- |
| Alemanha - Germany Top 100 Singles | 2              |
| Austrália - ARIA Charts            | 6              |
| Áustria - Ö3 Austria Top 40        | 1 (1x)         |
| Bélgica - Ultratop                 | 2              |
| Bélgica - Ultratop                 | 1              |
| Brasil                             | 1              |
| Canadá - Canadian Hot 100          | 2              |
| Estados Unidos - Billboard Hot 100 | 1 (11x)        |
| União Europeia - Eurochart Hot 100 | 1              |

| Top (1996/1997)                | Melhor posição |
| ------------------------------ | -------------- |
| Finlândia - Mitä hittiä        | 5              |
| França - SNEP                  | 8              |
| Países Baixos - MegaCharts     | 2              |
| Irlanda - Irish Charts         | 2              |
| Noruega - VG-lista             | 2              |
| Nova Zelândia - RIANZ          | 18             |
| Suécia - Sverigetopplistan     | 1 (6x)         |
| Suíça - Swiss Music Charts     | 1 (2x)         |
| Reino Unido - UK Singles Chart | 2              |

## Certificações
| País                                                            | Certificação | Vendagem  |
| --------------------------------------------------------------- | ------------ | --------- |
| Austrália (ARIA)                                                | Platina      | 70,000^   |
| Áustria (IFPI)                                                  | Ouro         | 25,000*   |
| Bélgica (BEA)                                                   | Platina      | 50,000*   |
| França (SNEP)                                                   | Ouro         | 250,000*  |
| Alemanha (BVMI)                                                 | Platina      | 500,000^  |
| Países Baixos (NVPI)                                            | Platina      | 75,000^   |
| Nova Zelândia (RMNZ)                                            | Ouro         | 5,000*    |
| Noruega (IFPI Norway)                                           | 2× Platina   | 20,000*   |
| Suécia (GLF)                                                    | Platina      | 30,000^   |
| Suíça (IFPI Switzerland)                                        | Ouro         | 25,000^   |
| Reino Unido (BPI)                                               | Platina      | 989,814   |
| Estados Unidos (RIAA)                                           | 2× Platina   | 2,400,000 |
| *vendas baseadas apenas na certificação ^pode ter vendido mais. |              |           |